# ジョニ・ノヴァク
ジョニ・ノヴァク（Džoni Novak、1969年9月4日 - ）は、スロベニア (旧ユーゴスラビア)・リュブリャナ出身の元同国代表サッカー選手。現役時代のポジションはMF。

## 来歴

### クラブ
リュブリャナに生まれ、1988年に首都クラブであるNKオリンピア・リュブリャナでキャリアをスタートさせた。1990年にパルチザン・ベオグラードへ移籍してからはヨーロッパ圏内の各国を渡り歩き、3年間在籍したフランスのル・アーヴルACやドイツのSpVggウンターハヒンクに在籍。2003年にギリシャのオリンピアコスFCで現役を引退した。

### 代表
1991年にユーゴスラビア代表での初出場を果たし、UEFA EURO 1992の予選突破も経験した。しかし、ユーゴスラビアが崩壊したことでEURO出場は叶わず、同じくスロベニア出身のチームメイトであるダルコ・ミラニッチとともにスロベニア代表への鞍替えを決心した。
スロベニア代表では、UEFA EURO 2000と2002 FIFAワールドカップの2つのメジャー大会に出場。後者のワールドカップ終了後、10年間プレーしたスロベニア代表から引退した。

## 代表歴

### 出場大会
- ユーゴスラビア代表
  - 1992年 - UEFA EURO '92 (ベスト8)
- スロベニア代表
  - 2000年 - UEFA EURO 2000
  - 2002年 - 2002 FIFAワールドカップ

### 試合数
- 国際Aマッチ 4試合0得点（1991年-1992年、ユーゴスラビア代表）[3]
- 国際Aマッチ 72試合3得点 (1991年-2002年、スロベニア代表)[3]

| ユーゴスラビア代表 | 国際Aマッチ | 国際Aマッチ |
| 年                 | 出場        | 得点        |
| ------------------ | ----------- | ----------- |
| 1991               | 3           | 0           |
| 1992               | 1           | 0           |
| 通算               | 4           | 0           |

| スロベニア代表 | 国際Aマッチ | 国際Aマッチ |
| 年             | 出場        | 得点        |
| -------------- | ----------- | ----------- |
| 1991           | 1           | 0           |
| 1992           | 1           | 0           |
| 1993           | 2           | 0           |
| 1994           | 5           | 0           |
| 1995           | 7           | 2           |
| 1996           | 7           | 0           |
| 1997           | 6           | 0           |
| 1998           | 7           | 0           |
| 1999           | 8           | 0           |
| 2000           | 11          | 0           |
| 2001           | 11          | 0           |
| 2002           | 6           | 1           |
| 通算           | 72          | 3           |